# Henryk Szwajkowski
Henryk Wincenty Szwajkowski (ur. 19 stycznia 1891, zm. 30 stycznia 1938 we Lwowie) – major taborów Wojska Polskiego.

## Życiorys
W czasie I wojny światowej walczył w szeregach Legionów Polskich. Był oficerem 2 pułku piechoty. Na stopień chorążego został mianowany 1 listopada 1916 roku w piechocie. W styczniu 1917 roku był komendantem pułkowego trenu, jak ówcześnie nazywano tabory wojskowe.
27 sierpnia 1920 roku został zatwierdzony z dniem 1 kwietnia 1920 roku w stopniu rotmistrza, w Wojskach Taborowych, w grupie oficerów byłych Legionów Polskich. W tym czasie pełnił służbę w Szwadronie Zapasowym Taborów Nr 1. 1 czerwca 1921 roku pełnił służbę w Wojskowej Wytwórni Materiałów Taborowych we Lwowie, a jego oddziałem macierzystym był 6 dywizjon taborów we Lwowie.
3 maja 1922 roku został zweryfikowany w stopniu majora ze starszeństwem z dniem 1 czerwca 1919 roku i 13. lokatą w korpusie oficerów taborowych, a jego oddziałem macierzystym był wówczas 10 Dywizjon Taborów w Przemyślu. W latach 1923–1924 był zastępcą dowódcy tego dywizjonu. Później został przeniesiony do kadry oficerów taborowych i przydzielony do Powiatowej Komendy Uzupełnień Rzeszów. W sierpniu 1926 roku został zatwierdzony na stanowisku kierownika I referatu PKU Rzeszów. W lutym 1927 roku został przesunięty na stanowisko komendanta PKU Rzeszów.
W październiku 1930 roku został przeniesiony do 10 Dywizjonu Taborów w Przemyślu na stanowisko dowódcy dywizjonu. W grudniu 1932 roku został przeniesiony do Kadry 4 Dywizjonu Taborów w Łęczycy na stanowisko komendanta kadry. Z dniem 24 maja 1934 roku został przeniesiony do Kierownictwa Zaopatrzenia Taborów na stanowisko kierownika. Następnie pełnił służbę w Dowództwie Okręgu Korpusu Nr VI we Lwowie na stanowisku szefa taborów. Zmarł 30 stycznia 1938 roku we Lwowie. Został pochowany 2 lutego 1938 roku. Pośmiertnie został mianowany podpułkownikiem.

## Ordery i odznaczenia
- Krzyż Niepodległości – 12 maja 1931 roku „za pracę w dziele odzyskania niepodległości”[18]
- Krzyż Walecznych[19]